# Емре Гюрал
Емре Гюрал (тур. Emre Güral, нар. 5 квітня 1989, Оффенбах-на-Майні) — турецький та німецький футболіст, нападник клубу «Антальяспор».

## Клубна кар'єра
Народився 5 квітня 1989 року в німецькому місті Оффенбах-на-Майні. Вихованець футбольної школи клубу «Ян» (Регенсбург). Дорослу футбольну кар'єру розпочав 2008 року в основній команді того ж клубу, в якій провів один сезон, взявши участь лише у 10 матчах чемпіонату.
Своєю грою за цю команду привернув увагу представників тренерського штабу клубу «Ельверсберг» з Регіоналліги Вест, до складу якого приєднався 2009 року. Відіграв за команду наступні два сезони своєї ігрової кар'єри. Більшість часу, проведеного у складі У складі, був основним гравцем атакувальної ланки команди.
2011 року відправився в Туреччину, де уклав контракт з клубом «Буджаспор», у складі якого провів наступний сезон. Граючи у складі «Буджаспора» також здебільшого виходив на поле в основному складі команди і був одним з головних бомбардирів команди, маючи середню результативність на рівні 0,38 голу за гру першості.
До складу клубу «Трабзонспор» приєднався влітку 2012 року. Відтоді встиг відіграти за команду з Трабзона 30 матчів в національному чемпіонаті.

## Виступи за збірну
2012 року провів 7 матчів та забив 2 голи за другу збірну Туреччини.